# Сегрегація (фізика)

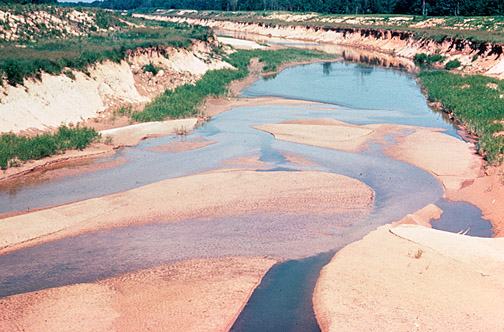
Відкладення мулу з його сегрегацією.

Сегрегація (рос. сегрегация, англ. segregation; нім. Seigerung, Segregation, Entmischung) — взаємне переміщення зерен неоднорідного сипучого матеріалу під впливом зовнішніх сил з саморозподілом їх за висотою та периферією шару матеріалу в залежності від їх розмірів, форми та густини. Має значення у гравітаційних процесах збагачення корисних копалин.
При сегрегації частинок тверді частинки, а також квазітверді речовини, такі як піни, мають тенденцію до сегрегації через відмінності в розмірі, а також через фізичні властивості, такі як об’єм, щільність, форма та інші властивості частинок, з яких вони складаються. Сегрегація відбувається в основному під час роботи з дрібнодисперсними сумішамиб порошком, і це яскраво виражено в сипучих порошках. Одним із ефективних методів контролю гранульованої сегрегації є створення липких компонентів суміші за допомогою покривного агента. Це особливо корисно, коли в суміші присутній високоактивний інгредієнт.